# Palbong-myeon
Palbong-myeon (koreanska: 팔봉면) är en socken i Sydkorea.  Den ligger i kommunen Seosan och provinsen Södra Chungcheong, i den västra delen av landet, 100 km sydväst om huvudstaden Seoul.